# Zyginama queretarensis
Zyginama queretarensis är en insektsart som beskrevs av Dietrich och Dmitry A. Dmitriev 2008. Zyginama queretarensis ingår i släktet Zyginama och familjen dvärgstritar. Inga underarter finns listade i Catalogue of Life.